# Arkadag
Arkadag est une ville du sud du Turkménistan, capitale de la province de la province d'Ahal depuis le 20 décembre 2022. Créée en 2019 avec un budget initial d'1,5 milliard de dollars, la ville est nommée en l'honneur de l'ancien président Gurbanguly Berdimuhamedow, surnommé officiellement Arkadag (protecteur). Elle est située à environ 30 kilomètres de la capitale Achgabat et à 25 kilomètres de la frontière avec l'Iran.

## Histoire
En novembre 2018, le président de l'époque, Gurbanguly Berdimuhamedow, examine les projets de construction d'une nouvelle capitale pour la province d'Ahal. Le 4 mars 2019, il promulgue un décret ordonnant le début des travaux. La construction débute par la pose symbolique de la première pierre du nouveau bâtiment administratif provincial le 10 avril 2019. Si les propositions initiales prévoyaient une superficie maximale de 880 hectares pour la ville, le projet approuvé s'étend finalement sur 1 002 hectares.
Par décret parlementaire du 20 décembre 2022, la ville est nommée Arkadag en l'honneur de Berdimuhamedow, le siège de la province d'Ahal est transféré d'Änew à Arkadag, et le village voisin d'Aba Annayew est annexé à la ville.
Le 23 janvier 2023, le tribunal municipal et le parquet sont créés par décret présidentiel,. Une loi adoptée en mars 2023 sur le statut de la ville la désigne comme l'unique « ville d'importance nationale » (en turkmène : döwlet ähmiýetli şäher).
En juillet 2023, des médias d'opposition signalent la démolition du village de Gorjaw pour finaliser la construction d'Arkadag,. Les médias d'État rapportent en octobre 2023 que la deuxième phase des travaux doit s'achever d'ici septembre 2026, précisant ainsi une annonce antérieure de mars 2023 qui évoquait simplement l'année 2026.
En novembre 2023, la superficie d'Arkadag est étendue de 119 hectares supplémentaires, dont 102 hectares prélevés au district voisin de Gökdepe et 17 à la ville d'Achgabat,.

## Transport
La ville est desservie par l'autoroute M37 qui relie le pays d'ouest en est. L'aéroport le plus proche est l'aéroport international d'Achgabat.

## Sport
Le FK Arkadag, fondé en 2023, évolue en première division du championnat turkmène de football. Il remporte le championnat et la Coupe nationale dès sa première année d'existence.

## Jumelages
| Ville | Ville            | Pays | Pays    | Période     |
| ----- | ---------------- | ---- | ------- | ----------- |
|       | Kazan            |      | Russie  | depuis 2023 |
|       | Maisons-Laffitte |      | France  | depuis 2023 |
|       | Telavi           |      | Géorgie | depuis 2023 |